# Вабаллат
Луций Юлий Аврелий Септимий Вабаллат Афенодор или Вахб-Аллат (лат. Lucius Iulius Aurelius Septimius Vaballatus Aphenodorus) — «царь царей» Пальмирского царства в 267—272 годах.

## Биография
Отцом Вабаллата был правитель Пальмиры Оденат, а матерью — царица Зенобия. Когда его отец был убит своим двоюродным братом Меонием в 267 году (или в 266 году), младенец Вабаллат унаследовал царскую власть над Пальмирой. По всей видимости, он носил также титул «Корректор Востока» (лат. corrector orientis) — крупную должность, на которую в Римской империи назначали знатных людей, и задачей которых было занятие проблемами римских восточных провинций и внешней политики на Востоке. Однако реальной властью в государстве обладала царица Зенобия, благодаря которой Пальмирское царство находилось на вершине своего могущества. Её войска завоевали римские владения на Востоке — Египет, Аравию, Месопотамию и Малую Азию.
Весной 272 года Вабаллат принял титул августа, но вскоре, потерпев поражение, вместе с матерью попал в плен к императору Аврелиану и был свергнут с престола, а Пальмирское царство присоединено к Римской империи. Дальнейшая его судьба неизвестна.